# Einar Rimmerfors
Axel Einar Rimmerfors, född 10 juni 1900 i Simtuna församling, Uppsala län, död 19 december 1980 på Lidingö, var en svensk politiker (folkpartist), pastor och socialsekreterare i Svenska Missionsförbundet.

## Biografi
Einar Rimmerfors verkade från 1927 som pastor i missionsförsamlingar i Vaggeryd, Smålands Taberg, Gävle, Göteborg och Falun innan han 1944 blev socialsekreterare i Svenska Missionsförbundet, en post han hade till 1965. Han var också engagerad i nykterhetsfrågor och var bland annat ordförande för De kristna samfundens nykterhetsrörelse 1948–1952 och för riksdagens nykterhetsgrupp 1958–1963.
Rimmerfors var folkpartistisk riksdagsledamot i andra kammaren för Stockholms stads valkrets i 16 år, 1953–1968. I riksdagen var han bland annat ledamot av andra lagutskottet 1961–1968. Han drev framför allt sociala frågor och var en av de första som varnade för narkotikaproblemet, bland annat i en interpellation i riksdagen i april 1954.
År 1955 motionerade han i riksdagen tillsammans med David Ollén (FP) för att kvinnor skulle få rätt att bli präst, något som blev verklighet 1958.
Åren 1959, 1960, 1965 och 1966 var Rimmerfors svensk delegat i FN:s generalförsamling. Där hade han mestadels sin placering i tredje kommittén, som sysslade med sociala, kulturella och humanitära frågor, och i fjärde kommittén, som handlade förvaltarskapsärenden. Under sin sista FN-session fick han också delvis sin placering i den politiska specialkommitté som behandlade konflikten i Mellanöstern mellan israeler och palestinier.
Einar Rimmerfors var en av de åtta svenska riksdagsledamöter som nominerade Martin Luther King till Nobels fredspris 1964.
Rimmerfors innehade ledamot- och ordförandeskap i ett stort antal organisationer, bland annat dåvarande Folkpartiets styrelse, förtroenderåd och kristet sociala råd, Frisinnade medborgarföreningen, Riksdagens kristna grupp, Röda Korsets överstyrelse, Samfundet Sverige-Israel, Svenska Israelhjälpen, Sällskapet Judarnas vänner, Svenska Europahjälpen, Svenska Missionsförbundets sociala kommitté, Frikyrkliga samarbetskommittén, Sveriges nykterhetsvänners landsförbund, Nordiska nykterhetskommittén, Svenska ekumeniska nämndens sociala utskott, Ansvars skadeprövningsnämnd, Svenska Lifs absolutistgrupps förtroenderåd, 1958 års socialpolitiska kommitté, Gustaf V:s 90-årsfond, Vapenfrinämnden, U-landsberedningen, Nämnden för internationellt bistånd (NIB) och Styrelsen för internationell utveckling (SIDA).
Under andra världskriget verkade han bland annat som flyktingsekreterare i dåvarande Kopparbergs län 1940–1944 på uppdrag av landshövding Bernhard Eriksson. I den rollen organiserade han med stor framgång insamlingar till förmån för de krigsdrabbade och förmedlade fosterhem i Dalarna åt cirka 2 400 krigsbarn, främst från Finland.

### Familj
Einar Rimmerfors var från 1929 gift med Sara Ragnhild Rimmerfors (född Sundkvist; 1902–2000), med vilken han fick barnen Anna-Carin (1931–2024), Paul (1933–2022), Birgitta (född 1935) och Maj (1936–2000). Makarna Rimmerfors är begravna på Lidingö kyrkogård.

## Utmärkelser
- RFinlVRO1kl (Riddare av Finlands Vita Ros orden av 1:a klassen) 1941.
- RFinlLO1kl (Riddare av Finlands Lejons orden av 1:a klassen) 1944.
- FHMM (Finska minnesmedaljen för humanitär verksamhet till förmån för offren för Finlands krig 1941–1944, även kallad Pro Benignitate Humana efter inskriptionen) 1946.
- NFrM (Norska Frihetsmedaljen) 1946.
- Hedersledamot i Baltiska Humanistiska Förbundet 1947.
- RJugS:tSO (Riddare av jugoslaviska Sankt Savaorden) 1959.
- RNO (Riddare av Kungl. Nordstjärneorden) 1961.
- Krzyż Zasługi (Polska Förtjänstkorset i guld) 1964.
- Svenska Röda Korsets förtjänstmedalj i silver 1966.
- Karl Staaff-plaketten i guld 1971.